# Calycogonium calycopteris
Calycogonium calycopteris är en tvåhjärtbladig växtart som först beskrevs av Louis Claude Marie Richard, och fick sitt nu gällande namn av Ignatz Urban. Calycogonium calycopteris ingår i släktet Calycogonium och familjen Melastomataceae. Inga underarter finns listade i Catalogue of Life.